# Paradiso - Canto diciottesimo

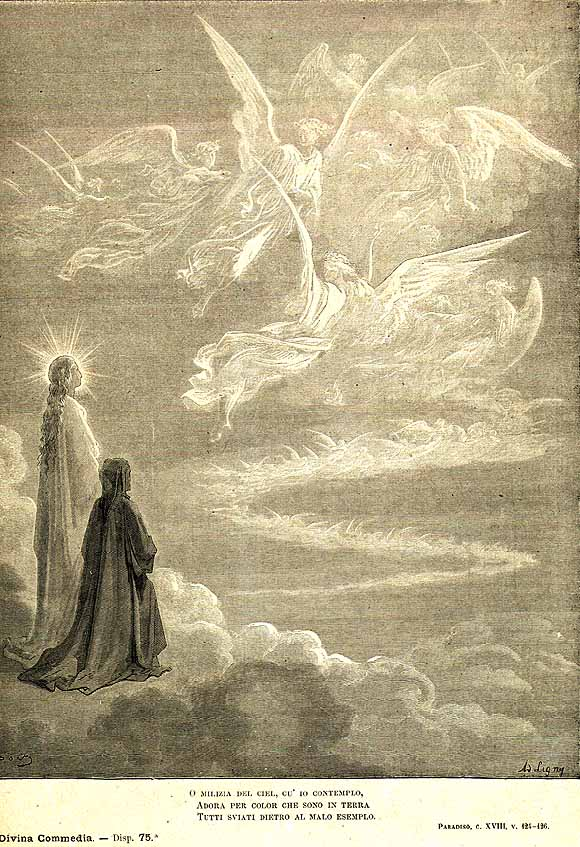
I beati, illustrazione di Gustave Doré

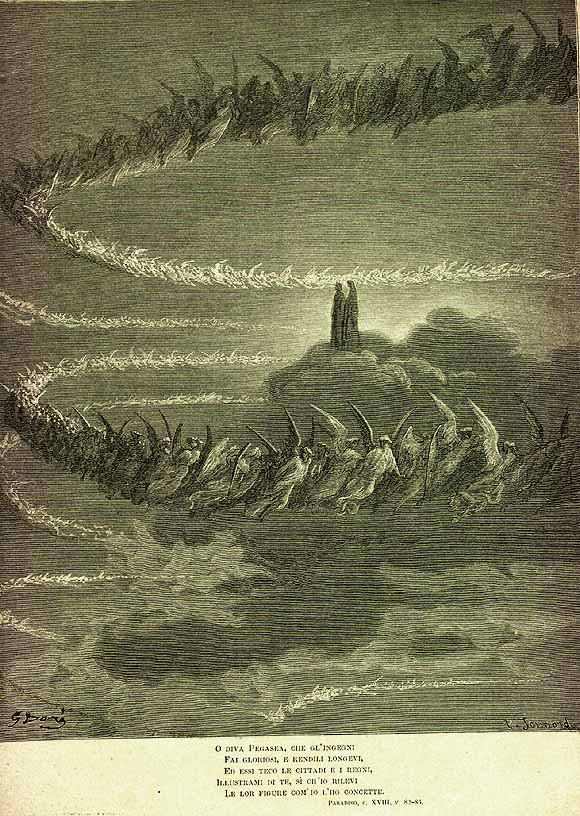
Illustrazione di Gustave Doré

Il canto diciottesimo del Paradiso di Dante Alighieri si svolge nel cielo di Marte e nel cielo di Giove, ove risiedono rispettivamente gli spiriti combattenti e gli spiriti giusti; siamo alla sera del 13 aprile 1300 o, secondo altri commentatori, del 30 marzo 1300.

## Incipit
(Anonimo commentatore dantesco del XIV secolo)

## Temi e contenuti

### Il conforto di Beatrice - versi 1-21
Dante rimedita dentro di sé le parole di Cacciaguida, finché Beatrice lo conforta ricordandogli che essa è sempre presso Dio, il quale può alleviare il peso delle ingiustizie patite. Dante si rivolge allora a lei e resta abbagliato dal suo sguardo. Contemplando gli occhi di Beatrice egli è distolto da ogni altro pensiero: ma essa lo esorta a volgere di nuovo lo sguardo a Cacciaguida.

### Le anime dei combattenti per la fede - vv. 22-51
Alle parole di Beatrice, Dante si volge a Cacciaguida e si accorge che egli desidera parlare ancora. Infatti, riprendendo il discorso interrotto dalla pausa meditativa, Cacciaguida invita Dante a guardare nei bracci della Croce: gli spiriti che nominerà si muoveranno ruotando. Indica quindi Giosuè, Giuda Maccabeo, Carlo Magno, Orlando, Guglielmo d'Orange, Rinoardo, Goffredo di Buglione e Roberto il Guiscardo. Infine anche Cacciaguida si muove e si unisce, cantando, con gli altri spiriti.

### Il cielo di Giove - vv. 52-69
Dante si volge a destra verso Beatrice per sapere da lei cosa deve fare e vede i suoi occhi più intensamente luminosi. Si accorge perciò di essere già salito nel cielo successivo, anche perché il colore della stella è cambiato: rosso in Marte, è ora candido.

### L'Aquila - vv. 70-114
Le anime del cielo di Giove, cantando, si dispongono in figura di lettere. Si fermano e interrompono il canto quando ne hanno formata una: poi la scompongono per formare la lettera successiva. Dopo un'invocazione alla Musa affinché l'aiuti a ricordare con esattezza ciò che ha visto, Dante afferma che gli spiriti mostrarono 35 lettere tra vocali e consonanti, e formarono la scritta: "Diligite iustitiam qui iudicatis terram". Fermatisi poi sulla figura dell'ultima lettera, una M gotica, altri spiriti scesero sul colmo di essa e, dopo aver formato la figura di un giglio, con spostamenti opportuni, presero definitivamente la figura di un'aquila.

### Preghiera e invettiva - vv. 115-136
Dante comprende che proprio dal cielo di Giove scendono sulla terra gli influssi di giustizia. Prega, perciò, Dio e gli spiriti giusti di questo cielo di guardare alla terra e punire coloro che offuscano la luce della giustizia nel mondo e col cattivo esempio sviano gli uomini. Conclude con un'aspra apostrofe contro papa Giovanni XXII, che, cupido di ricchezze, dimentica l'esempio di S. Pietro e di S. Paolo, che sono morti per la Chiesa che egli ora manda in rovina.

## Analisi
Benché il personaggio di Cacciaguida sia ancora presente nella prima parte di questo canto, di fatto il trittico incentrato su di lui - e sulla relazione tra la vita di Dante, il suo viaggio oltremondano e il poema - si è concluso con la fine del canto XVII. Si apre ora un nuovo trittico (canti XVIII, XIX, XX) dedicato al tema della giustizia.

La transizione è segnata, ai vv. 52-69, dalla descrizione del passaggio al cielo di Giove, espresso con la similitudine del trascolorare di un volto di donna dal rosso del pudore al consueto candore. Un'altra similitudine rappresenta le anime del nuovo cielo, accostate agli uccelli che, dopo essersi nutriti e abbeverati, si alzano dalle acque di un fiume formando stormi di diversa forma. Questa immagine, in sé semplice ed evidente, si sviluppa poi in sempre nuove figurazioni, accompagnando il lento rivelarsi del messaggio che le anime di questo "disegno parlante" esprimono. La frase"Diligite iustitiam, qui iudicatis terram" è un'evidente esortazione ai potenti che reggono il mondo perché ispirino il proprio operato all'amore della giustizia. Essa è, come ben si rileva dal Convivio e soprattutto dalla Monarchia, il valore più alto realizzabile sulla terra da un ordinamento che risponda alla volontà divina e che permetta l'armonico e indipendente attuarsi degli scopi dell'Impero (la giustizia appunto) e della Chiesa (la salvezza). La grande M che precede l'ultima figurazione (l'Aquila) può essere intesa come iniziale di "Monarchia", ovvero della parola che designa l'istituzione in cui nel mondo terreno si realizza la Giustizia (simboleggiata dall'Aquila).

Il canto presenta dunque un raffinato insieme di elementi descrittivi carichi di significati simbolici, non sempre interpretati in modo univoco. È peraltro ben chiaro l'impegno del poeta nell'impostare i canti dedicati al tema-chiave della giustizia, raccordando fin dall'inizio il significato divino attribuito ad essa (attestato dalla citazione scritturale) con le manifestazioni storiche di tale virtù, o meglio dell'assenza di essa, a partire proprio da coloro che ne dovrebbero essere i più attenti custodi e garanti. Si spiega così il trapasso di toni riconoscibile al v. 118: dall'immagine della stella (Giove) splendente come gemma, al fumo che ne offusca i raggi, alla preghiera a Dio perché nuovamente punisca i "mercanti nel tempio", ovvero i pontefici simoniaci. Il cattivo esempio svia tutti gli uomini, che vedono come ora si faccia la guerra usando come armi il potere di concedere e negare i sacramenti. Segue l'invettiva contro papa Giovanni XXII, accusato di decretare scomuniche e poi cancellarle solo per ottener denaro. Con sarcasmo Dante attribuisce a questo papa una giustificazione: "Sono tanto fedele a Giovanni Battista, eremita e martire, che non mi curo di Pietro (spregiativamente definito "il pescatore") e di Paolo (altrettanto spregiativamente indicato con la forma plebea "Polo")". L'intenzione duramente polemica si comprende ancor meglio ricordando che l'immagine di Giovanni Battista, protettore di Firenze, era impressa sul fiorino: ecco il vero "santo" cui il papa dedica la sua fedeltà.